# Liste der denkmalgeschützten Objekte in Fischlham
Die Liste der denkmalgeschützten Objekte in Fischlham enthält die 8 denkmalgeschützten, unbeweglichen Objekte der Gemeinde Fischlham in Oberösterreich (Bezirk Wels-Land).

## Denkmäler
| Foto |                 | Denkmal                                                                              | Standort                                                  | Beschreibung | Metadaten |
| ---- | --------------- | ------------------------------------------------------------------------------------ | --------------------------------------------------------- | --- | --- |
| ja   | Datei hochladen | Pfarrhof samt Aufbahrungshalle, sog. Fischerkeller HERIS-ID: 86298 Objekt-ID: 100585 | Kirchenstraße 4 Standort KG: Fischlham                    | Das Erdgeschoß des Pfarrhofs wurde 1605 als Mesnerhaus errichtet, 1738 erfolgte die Aufstockung und 1844 der Anbau des Wirtschaftstraktes. Der freistehende Bau mit Walmdach besitzt eine spätbiedermeierliche Fassadengestaltung mit Nuten- bzw. Lisenengliederung und ein Mäanderfries zwischen den Geschoßen. Die stuckleistengerahmten Fenster wurden zudem mit Engelsköpfchen bekrönt und mit Stuckrosetten geschmückt. | BDA-Hist.: Q37715208 Status: § 2a Stand der BDA-Liste: 2025-06-30 Name: Pfarrhof samt Aufbahrungshalle, sog. Fischerkeller GstNr.: .81/1, .81/2                   |
| ja   | Datei hochladen | Ehem. Schule HERIS-ID: 86299 Objekt-ID: 100586                                       | Kirchenstraße 6 Standort KG: Fischlham                    | Das ehemalige Schule ist durch einen Torbau mit dem Pfarrhof verbunden, wobei das Gebäude 1774 als Zeughaus errichtet und 1785 als Schule genutzt wurde. Das vierachsige, barocke Gebäude wurde mit Satteldach ausgeführt. | BDA-Hist.: Q37715237 Status: § 2a Stand der BDA-Liste: 2025-06-30 Name: Ehem. Schule GstNr.: .82/1                                                                |
| ja   | Datei hochladen | Kath. Pfarrkirche hl. Petrus und Friedhof HERIS-ID: 52109 Objekt-ID: 58301           | Kirchenstraße 7 Standort KG: Fischlham                    | Die spätgotische, in der Barockzeit veränderte Kirche besitzt ein kurzes, einschiffiges Langhaus mit hohem Satteldach, einen eingezogenen Chor und einen westseitigen Eingangsturm mit Zwiebelhelm. | BDA-Hist.: Q21743021 Status: § 2a Stand der BDA-Liste: 2025-06-30 Name: Kath. Pfarrkirche hl. Petrus und Friedhof GstNr.: .84 Pfarrkirche Fischlham               |
| ja   | Datei hochladen | Graberhaus, ehem. Totengräber- und Mesnerhaus HERIS-ID: 86300 Objekt-ID: 100587      | Kirchenstraße 8 Standort KG: Fischlham                    | Das Graberhaus wurde Ende des 16. Jahrhunderts errichtet und 1790 verlängert. Das im Bauverband der Friedhofsmauer liegende, eingeschoßige Gebäude diente als Lehrerwohnhaus sowie als Totengräber- und Mesnerhaus. | BDA-Hist.: Q37715265 Status: § 2a Stand der BDA-Liste: 2025-06-30 Name: Graberhaus, ehem. Totengräber- und Mesnerhaus GstNr.: .83                                 |
| ja   | Datei hochladen | Schloss Bernau HERIS-ID: 37826 Objekt-ID: 37131                                      | Schloßallee 1 Standort KG: Fischlham                      | Das Wasserschloss mit Meierhof liegt östlich von Fischlham. Es handelt sich um einen mächtigen, vierseitigen Bau mit dreieinhalb Geschoßen und zu Rundtürmen ausgeformten Ecken. Das Wasserschloss wurde ebenso wie der gegenüberliegende Meierhof großteils im 16. Jahrhundert errichtet. | BDA-Hist.: Q2240268 Status: Bescheid Stand der BDA-Liste: 2025-06-30 Name: Schloss Bernau GstNr.: .66/1, .67 Schloss Bernau                                       |
| ja   | Datei hochladen | Bauernhaus, Weber beim Schloss HERIS-ID: 86380 Objekt-ID: 100672                     | Schloßallee 2 Standort KG: Fischlham                      | Der zweigeschoßige Streckhof mit Walmdach und Faschengliederung entstand in der zweiten Hälfte des 19. Jahrhunderts, wobei ein hölzerner Vorgängerbau belegt ist. | BDA-Hist.: Q37715637 Status: Bescheid Stand der BDA-Liste: 2025-06-30 Name: Bauernhaus, Weber beim Schloss GstNr.: .66/1 Bauernhaus Weber beim Schloss, Fischlham |
| ja   | Datei hochladen | Brücke HERIS-ID: 86297 Objekt-ID: 100584                                             | zwischen Entensteinstraße 32 u. 38 Standort KG: Forstberg | | BDA-Hist.: Q37715185 Status: § 2a Stand der BDA-Liste: 2025-06-30 Name: Brücke GstNr.: 1473, 1414/1, 1414/2                                                       |
| ja   | Datei hochladen | Kath. Filialkirche hl. Georg mit ehem. Friedhof HERIS-ID: 86440 Objekt-ID: 100737    | Seebach Standort KG: Forstberg                            | Die im Kern gotische Kirche mit kleinem Langbau und geradem, geschlossenen Chor sowie hölzernem Dachreiter besitzt ein Mauerwerk aus dem 14. bis 15. Jahrhundert, das barock verändert wurde. Im Inneren wurden Secco-Malereien aus dem Beginn des 15. Jahrhunderts freigelegt, der neugotische Hochaltar stammt aus dem Jahr 1878.                                                                                          | BDA-Hist.: Q2318572 Status: § 2a Stand der BDA-Liste: 2025-06-30 Name: Kath. Filialkirche hl. Georg mit ehem. Friedhof GstNr.: .47 Sankt Georgen im Schauertal    |

## Ehemalige Denkmäler
| Foto |                 | Denkmal                                                                       | Standort                                  | Beschreibung | Metadaten |
| ---- | --------------- | ----------------------------------------------------------------------------- | ----------------------------------------- | --- | --- |
| ja   | Datei hochladen | Gemeindeamt, Bräuer oder Wirt, ehem. Schlosstaverne Objekt-ID: 100674bis 2017 | Thalheimerstraße 5 Standort KG: Fischlham | Die ehemalige Schlosstaverne dient als Gemeindeamt von Fischlham. Der zweigeschoßige Vierseithof mit im Süden hochgezogenem Walmdach besitzt eine frühhistoristische Fassadengestaltung aus dem Jahr 1862 mit Putzquaderung im Erdgeschoß und Rieselputz im Obergeschoß. Der Kern des Gebäudes stammt vermutlich aus dem 16. Jahrhundert, das Obergeschoß wohl aus dem 18. Jahrhundert. | BDA-Hist.: Q37715662 Status: § 2a Stand der BDA-Liste: 2017-06-23 Name: Gemeindeamt, Bräuer oder Wirt, ehem. Schlosstaverne GstNr.: .70 |